# Лодај (Њујорк)
Лодај (енгл. Lodi) град је у америчкој савезној држави Њујорк.

## Демографија
По попису из 2010. године број становника је 291, што је 47 (-13,9%) становника мање него 2000. године.
| Група             | 2000.       | 2010.       |
| Белци             | 315 (93,2%) | 281 (96,6%) |
| Афроамериканци    | 3 (0,9%)    | 0 (0,0%)    |
| Азијати           | 0 (0,0%)    | 3 (1,0%)    |
| Хиспаноамериканци | 13 (3,8%)   | 4 (1,4%)    |
| Укупно            | 338         | 291         |